# Хассі-Месауд (нафтове родовище)
Хассі-Месауд — нафтове родовище в Алжирі поблизу міста Хассі-Месауд вілаєту Уаргла.

## Опис
Входить до Алжиро–Лівійського басейну.
Глибина залягання покладів 3350 м.
Запаси 700 млн т.
Відкрите 1956 року. Одним із відкривачів родовища був геолог українського походження Іларіон Ортинський.
Станом на 2008 рік запаси нафти оцінювалися у 8 мільярдів барелів.

## Інфраструктура
Супутній газ родовища надходить на газопереробний комплекс Хассі-Месауд.
Одним із напрямків видачі нафти та конденсату є трубопровід Хауд-Ель-Хамра – Беджая. Також існує конденсатопровід Хауд-Ель-Хамра – Скікда.
Видача ЗНГ відбувається по спеціалізованих трубопроводах Хассі-Месауд – Хассі-Р'Мель та Алрар – Хассі-Р'Мель. 